# Nacht und Nebel (groupe)
Nacht und Nebel est un groupe belge de new wave actif dans les années 1980.
Avec Twee Belgen, Nacht und Nebel est l'un des groupes à succès produits par le label belge Antler Records (nl),. Principalement connu pour son single Beats of Love qui grimpe à la troisième position du classement national, le groupe classe trois autres singles dans le top 20 entre 1984 et 1985.
Le groupe est dissout en 1986 à la mort de son fondateur, Patrick Nebel.

## Historique
Patrick Marina Schools nait le 23 novembre 1958 à Merksem. Fils unique, ses parents tiennent un café à Anvers au-dessus duquel ils habitent. Criblés de dettes, ses parents lui autoriseront peu d'activités et il découvrira rapidement l'alcool au rez-de-chaussée. Devenu batteur pour le groupe La Vie en Rose, il rencontre Alban Bentein, claviériste du groupe anversois Red Baron, durant le Rock Rally 1980. Assistant tous les deux aux représentations des groupes invités, ils se disent qu'ils peuvent faire mieux et se retrouvent dans le grenier de la famille Schools pour composer ce qui deviendra leur premier single, Movoco Synthaca.
Accompagnés du guitariste Luc Olyslager, ils fondent le groupe Nacht und Nebel au début des années 1980. Leur nom est une référence à l'expression Nacht und Nebel (« nuit et brouillard » en allemand), une directive prise par Adolf Hitler sur la poursuite pour infractions contre le Reich : faire disparaître les résistants sans laisser de trace. Patrick Schools, rarement content de son travail et sans considération pour les productions des groupes contemporains, décide de s'adjoindre la moitié du nom sur son passeport et beaucoup l'appellent rapidement Patrick Nebel. 
Un EP quatre titres, Alcatraz, est diffusé en 1981. Mais Nebel n'est pas satisfait et brûle la plupart des exemplaires. Puis, par l'intermédiaire de Rembert de Smedt du groupe Twee Belgen, il rencontre le producteur Roland Beelen, cofondateur de Antler Records (nl) avec Maurice Engelen, avec qui il travaillera pour leur premier album Casablanca, bien accueilli par la presse mais qui ne rencontre pas de véritable succès auprès du public,  Beelen raconte que Nebel arrivait seul, une bière à la main et s'est assis à la batterie, jouant par cœur ses compositions. Il a fait de même au piano et au chant, tout en s'alcoolisant : "Patrick avait des démons mais était exceptionnellement doué et ambitieux". Sa vie, sur scène et hors scène, est alors faite d'excès et d’exubérances : il pèse plus de cent kilos, s'habille en toge romaine ou en smoking, consomme beaucoup de drogue et d'alcool en coulisse, alors qu'on lui prétend une relation avec Viktor Lazlo.     
Nebel fait alors courir le bruit qu'il est en convalescence dans un sanatorium suisse. Information répandue dans la presse à l'époque, il ne s'agit en réalité que d'une rumeur. Alban Bentein confirme que cette histoire inventée lui sera inspirée à la suite d'un voyage en Suisse pour un concert à la Radio Suisse Romande. Robert Beelen l'invalide également : en réalité, Nebel s'est retiré à Ostende dans un appartement appartenant aux parents de Bentein pour y composer Beats of Love. Il y convainc Chris Whitley de jouer la ligne de guitare et propose un disque à Beelen dont celui-ci paiera la moitié des 90 000 francs belges nécessaire à sa production. L'album publié en 1983 est bien accueilli par la presse. Parmi ses dix titres, on retrouve Movoco Synthaca ainsi que trois singles : Zafari, Beats of Love et Étoile du Nord. Le second, titre éponyme de l'album et qui sera remixé par le producteur néerlandais John Tilly, atteint le top 3 en Belgique en 1984 et se vend à 165 000 exemplaires en France et en Belgique.     
L'année suivante, les disques Vogue produisent un album reprenant de nouveaux enregistrements de leurs singles pour le marché français. Patrick Nebel est remarqué par Morrissey qui l'invite à jouer avec The Smiths : il touche de nombreux cachets, mais tout est utilisé pour rembourser les dettes de ses parents. En vain. Leur café est déclaré en faillite et la famille part vivre à Kapellen.     
En 1985 parait leur troisième et dernier album Victoria 2000 contenant les singles Ready to Dance et Victoria 2000, qui atteignent respectivement les 14e et 12e places de l'Ultratop. Le producteur Jean Blaute raconte que Nebel arrivait aux studios Ace d'Anvers en taxi : "Il chantait un peu, buvait un verre puis repartait deux heures plus tard, et cela pendant des semaines, fidèle à sa réputation de personne 'ingérable'. Mais en même temps, je le trouvais doux et vulnérable. Quand il chantait, quelqu'un devait se tenir derrière lui pour qu'il ne tombe pas". 
Nebel va de plus en plus mal : en surpoids et alcoolique, il devient dépendant au speed et à la cocaïne. Avant chaque représentation, il prend une dose de Valium. Sa vie privée s'effondre lorsque sa mère lui interdit d'emménager avec sa petite amie Gerdie Dellabarcque.  
Le 15 mars 1986, Patrick Nebel ne se présente pas à un spectacle en France, alors qu'il devait s'y produire avec Twee Belgen, accompagné de Maurice Engelen. Souffrant de problèmes cardiaques, il est emmené à la clinique Saint-Luc d'Ekeren où il meurt. Ses funérailles ont lieu en l'église du Zilverenhoek à Kapellen. Son décès provoque la dissolution du groupe. Son héritage est perdu par ses parents qui doivent déménager dans un camping aux Pays-Bas où ils mourront tous les deux. 
Une compilation posthume, Songs for Ever, sort en 1986. En 2006, EMI, qui a acheté le catalogue Antler, diffuse l'album Live constitué de versions enregistrées en concerts.

### Membres
- Patrick Marina Schools : chant, composition
- Fil Van der Auwera : basse
- Albano Bentano (Alban Bentein[11]) : claviers
- Koen Claeys : guitare
- Herman Celis : batterie
- Pat Pattyn : batterie
- Patrick Risqué : congas[12]
- Roland Robaey : saxophone[13]
- Luc Olyslager : guitare basse, guitare, synthétiseur[13]

## Discographie

### EP et Albums
| Année | Titre         | Label               |
| ----- | ------------- | ------------------- |
| 1981  | Alcatraz (EP) | Laguna Records      |
| 1982  | Casablanca    | Antler Records (nl) |
| 1983  | Beats of Love | Antler Records (nl) |
| 1985  | Victoria 2000 | Antler Records (nl) |
| 2006  | Live          | EMI                 |

### Singles
| Année | Titre                                | Label               | Classement Belgique (Ultratop V) | Album                  |
| ----- | ------------------------------------ | ------------------- | -------------------------------- | ---------------------- |
| 1982  | Movoco Synthaca / Stange Desire      | Laguna Records      | —                                | Beats of Love          |
| 1983  | Zafari / In the Jungle               | Antler Records (nl) | —                                | Beats of Love          |
| 1984  | Beats of Love / Walk On (live)       | Antler Records (nl) | 3                                | Beats of Love          |
| 1984  | Étoile du Nord / Ancient Times       | Antler Records (nl) | 19                               | Beats of Love          |
| 1985  | Table for Two / Sharabande           | Antler Records (nl) | 23                               | / (Patrick Nebel seul) |
| 1985  | Ready to Dance / Soul, Body and Mind | Antler Records (nl) | 14                               | Victoria 2000          |
| 1985  | Victoria 2000 / Jenny                | Antler Records (nl) | 12                               | Victoria 2000          |

### Compilations
| Année | Titre                                     | Label               |
| ----- | ----------------------------------------- | ------------------- |
| 1986  | Songs for Ever                            | Antler Records (nl) |
| 2005  | Essential                                 | EMI                 |
| 2010  | Alle 40 Goed - 2 Belgen / Nacht Und Nebel | EMI                 |